# Kanda (Fukuoka)
Kanda (jap. 苅田町, -machi) ist eine Gemeinde, die im  Landkreis Miyako in der Präfektur Fukuoka in Japan liegt.
Am 1. September 2020 hatte die Stadt 36.075 Einwohner. Die Fläche beträgt 46,61 km²,
die Einwohnerdichte 759 Personen pro km².

## Zukunft
Kanda soll mit der nahe gelegenen Stadt  Kitakyūshū verbunden werden, da ein erheblicher gegenseitiger Nutzen davon erwartet wird.

## Industrie
Die Autofabrik Nissan startete den Betrieb in Kanda 1975.

## Söhne und Töchter der Stadt
- Yoshito Ōkubo (* 1982), Fußballspieler
- Reiko Shiota (* 1983), Badmintonspielerin

## Angrenzende Städte und Gemeinden
- Kitakyūshū
- Yukuhashi